# Retro (tidning)
Retro, nostalgisk biltidning, utgiven i tio nummer av Teknikens värld under 1999 och 2000. Chefredaktör var Calle Carlquist och i tidningen skrev bland andra Claes Johansson och Carl Legelius.